# Мильтиад (архонт Афин VII века до н. э.)
Мильтиад (греч. Μιλτιάδης) — архонт Афин в первой половине VII века до н. э.

## Биография
Согласно свидетельству Павсания, Мильтиад в первой половине VII века до н. э. занимал должность архонта-эпонима в Афинах. По убеждению И. Е. Сурикова, нет оснований сомневаться в том, что Мильтиад принадлежал к знатному роду Филаидов и был предком одноимённого победителя в битве при Марафоне. Исследователь подчёркивает, что имя Мильтиада в период архаики и классики было употребительно в Афинах только у Филаидов. По предположению Т. Уэйд-Гири, внучкой Мильтиада была мать Мильтиада Старшего. Однако, по мнению Т. Каду и О. Ю. Владимирской, все эти версии не выходят из области гипотез вследствие отсутствия необходимых свидетельств в исторических источниках.
Мильтиад исполнял обязанности архонта-эпонима дважды — в 664/665 и в 659/658 годах до н. э., хотя по афинским законам этот пост не допускалось занимать дважды. Возможно, что для Мильтиада было сделано исключение вследствие каких-то его выдающихся заслуг перед полисом. Не исключён и тот вариант, что речь идёт о двух тёзках и родственниках. В любом случае, как отмечал И. Е. Суриков, влияние Филаидов на политическую жизнь Афин VII века до н. э. было очень велико.